# Isabel Osca
Isabel Osca (Enguídanos, 1 de febrero de 1931-Sevilla, 10 de abril de 2011) fue una actriz de teatro, cine y series de televisión española.

## Biografía
Nacida prácticamente en un escenario de teatro, la hermana del también actor, Paco de Osca (Solas), se emancipó siendo muy joven buscando su propio camino en el mundo del espectáculo. El teatro fue su gran pasión y principal trabajo, aunque también el cine, con películas como Botón de Ancla junto al Dúo Dinámico, fue parte de ese camino que dejó a un lado a principio de los años 60 para dedicarse de lleno a la maternidad. 
Tras residir en varias ciudades españolas, se trasladó a la capital andaluza, donde residió los últimos 42 años en la localidad de Gines.
En 1989 retomó el teatro con el Centro Andaluz de Teatro (CAT), con el que colaboró en producciones como Yerma o La casa de Bernarda Alba.
A pesar de su larga trayectoria profesional, Isabel fue conocida principalmente por su participación en Mis adorables vecinos, serie en la interpretaba a Críspula, madre de Loli (Paz Padilla).
Además realizó cameos en diversas series de televisión españolas como Cuéntame cómo pasó, Hospital Central, Policías, etc.
Premio de Interpretación en el Festival Notodofilms 2010 por su papel de María en el cortometraje Llama ya
Isabel Osca falleció el 10 de abril de 2011 a las 7.15h, a consecuencia de una neumonía muy severa. Era viuda, tenía cinco hijos y diez nietos.

## Filmografía
| Año  | Título                  | Personaje             | Dirección               |
| ---- | ----------------------- | --------------------- | ----------------------- |
| 1961 | Botón de ancla          |                       |                         |
| 1965 | La extranjera           |                       |                         |
| 1995 | El palomo cojo          | Pilar                 | Jaime de Armiñán        |
| 1996 | La sal de la vida       | Funcionaria           | Eugenio Martín          |
| 1996 | Más allá del jardín     | Curra                 | Pedro Olea              |
| 1997 | La duquesa roja         | Mujer en peluquería 2 | Francesc Betriu         |
| 2002 | El traje                | Señora mayor          | Alberto Rodríguez       |
| 2004 | Crimen ferpecto         | Doña Asunción         | Álex de la Iglesia      |
| 2006 | Los mánagers            | Dolores               | Fernando Guillén Cuervo |
| 2006 | Cándida                 | Suegra                | Guillermo Fesser        |
| 2007 | ¿Y a mí quién me cuida? | Concha                | Ángeles González Sinde  |
| 2010 | La vida empieza hoy     | Mercedes              | Laura Mañá              |

### cortometrajes
| Año  | Título                                           | Personaje | Dirección            |
| ---- | ------------------------------------------------ | --------- | -------------------- |
| 1994 | Siempre que pasa lo mismo...ocurre algo parecido |           | Javier Gil del Álamo |
| 2010 | Llama ya                                         | María     | Jorge Naranjo        |

## Series
- Cuéntame cómo pasó (un capítulo, 2003)
- Los Serrano (un capítulo, 2004)
- Mis adorables vecinos (2004-2006) papel fijo cómo "Críspula".
- Hospital Central (un capítulo, 2006)
- Y a mí, ¿quién me cuida? (TV, 2007)
- Cuenta atrás (un capítulo, 2007)

## Teatro
- Los arcángeles no juegan al billar (1961), de Dario Fo.[2]